# 小林麻理

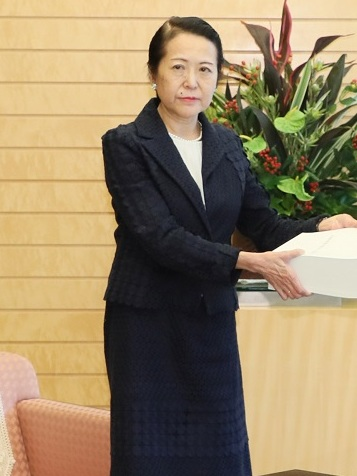
2018年11月9日、会計検査院平成29年度決算検査報告手交にて

小林 麻理（こばやし まり、1954年8月16日 - ）は、日本の会計学者。専門は公会計。早稲田大学政治経済学術院教授を経て、2013年8月1日より会計検査院検査官。2018年12月より女性初の会計検査院長を務めた。本名は 柳 麻理（やなぎ まり）。

## 略歴
北海道滝川市出身。早稲田大学法学部卒業後、同大学より法学修士号、商学修士号取得。2001年商学博士（早稲田大学）。

早稲田大学商学部助手を経て、1992年より富士短期大学経営学科専任講師に着任。同短期大学助教授・教授を経て、2002年東京富士大学経営学部教授に就任。2003年から早稲田大学で教授を務める。

2013年8月、会計検査院検査官に女性として初めて就任。2018年10月河戸光彦が定年退官した為、同月から12月まで会計検査院長代行。2018年12月、正式に会計検査院長に就任。会計検査院長に女性が就任するのは初めて。
2019年8月15日、会計検査院長を定年退官。
早稲田大学政治経済学術院教授に復帰。
2021年1月、日本公認会計士協会国際公会計基準審議会ボードメンバー。2024年11月、瑞宝重光章を受章。

## 著書
- 『公共経営と公会計改革』（三和書籍、2013年）